# Otto Baschin
Adolf Karl Otto Baschin (* 7. April 1865 in Berlin; † 4. September 1933 in Berlin) war ein deutscher Geograph und Meteorologe.

## Leben
Otto Baschin, Sohn des Berliner Kaufmanns Karl Baschin und dessen Frau Minna, geborene Steidel, besuchte das Sophien-Realgymnasium in Berlin. Anschließend erlernte er den Beruf des Apothekers, musste ihn aber nach sechzehn Monaten aus gesundheitlichen Gründen aufgeben. Nach einem halbjährigen Erholungsaufenthalt in der Sächsischen Schweiz studierte er ab 1885 zunächst Physik und Chemie, später Meteorologie und Geografie an der Friedrich-Wilhelms-Universität Berlin. Er war Schüler von Ferdinand von Richthofen und Wilhelm von Bezold. Sein besonderes Interesse galt der Erforschung der Arktis. Auf eigene Kosten begleitete er 1891 Erich von Drygalski auf dessen Vorbereitungsfahrt für die 1892/1893 stattfindende Grönlandexpedition der Gesellschaft für Erdkunde zu Berlin. Dabei stellte er meteorologische Beobachtungen an. Im Winter 1891/1892 unternahm er mit Martin Brendel eine Expedition nach Bossekop am Altafjord (Norwegen), um magnetische Messungen und Polarlichtbeobachtungen durchzuführen. Hier am 70. Breitengrad gelangen ihnen am 1. Februar 1892 die ersten bekannten Fotografien des Nordlichts.
Von 1892 bis 1899 arbeitete Baschin am Königlich Preußischen Meteorologischen Institut in Berlin. Er beschäftigte sich mit Problemen der Luftelektrizität in der freien Atmosphäre. Dazu beteiligte er sich an den vom Deutschen Verein zur Förderung der Luftschifffahrt zu Berlin durchgeführten Berliner wissenschaftlichen Luftfahrten. Er nahm an fünf wissenschaftlichen Freiballonfahrten teil. Weiterhin beschäftigte er sich mit dem jahreszeitlichen Luftaustausch zwischen den Hemisphären.
Salomon August Andrée holte in Vorbereitung seiner Polarexpedition mit dem Wasserstoffballon auch den Rat Otto Baschins ein, der als einziger deutscher Ballonfahrer Polarreisen unternommen hatte. Baschin wurde zu einem enthusiastischen Befürworter des Projekts und bot Andrée seine Teilnahme an. Dieser berücksichtigte aber keine Ausländer, da es sich um eine rein schwedische Expedition handeln sollte.
Baschin war von 1891 bis 1912 Herausgeber der Bibliotheca Geographica, einer vollständigen Sammlung aller Veröffentlichungen auf dem Gebiet der allgemeinen und physikalischen Geografie. In Anerkennung dieser Arbeit verlieh ihm die Gesellschaft für Erdkunde 1913 die Carl-Ritter-Medaille in Silber. Ab 1900 war er zudem Kustos am Berliner Geographischen Institut und schließlich auch Professor. Im Jahr 1917 wurde er zum Mitglied der Deutschen Akademie der Naturforscher Leopoldina gewählt.
Baschins Frau Käthe, geb. Zimmermann, war Assistentin am Geographischen Institut der Universität Berlin.

## Werke (Auswahl)
als Autor:
- Die Bedeutung wissenschaftlicher Ballonfahrten für die geographische Forschung und das Andréesche Polarprojekt. Paetel, Berlin 1896.
- Die ersten Nordlichtphotographien, aufgenommen in Bossekop (Lappland). In: Meteorologische Zeitschrift. Band 17, 1900, S. 278.
- Die Wellen des Meeres. Meereskunde. Sammlung volkstümlicher Vorträge zum Verständnis der nationalen Bedeutung von Meer und Seewesen. 1, 12, Mittler, Berlin 1907 (Digitalisat)
- Die Verteilung des Luftdrucks über den Ozeanen. Mittler, Berlin 1907.
- Zur Frage der Erreichung des Nordpols durch Peary. In: Zeitschrift der Gesellschaft für Erdkunde zu Berlin. Band 46, Nr. 3, 1911, S. 180–185 (PDF; 1,59 MB).
- Belgien. Land, Leute, Wirtschaftsleben. Mittler, Berlin 1915 (Digitalisat)
- Das Deutsche geophysikalische Observatorium in Spitzbergen. In: Naturwissenschaften. Band 8, 1920, S. 301–304.
- Die Arktisfahrt des Luftschiffes „Graf Zeppelin“. In: Naturwissenschaften. Band 20, 1932, S. 6–13.
- Roald Amundsen. Coleman, Lübeck 1933.

als Herausgeber:
- Bibliotheca geographica. Jahresbibliographie der geographischen Literatur herausgegeben von der Gesellschaft für Erdkunde zu Berlin, Band 1–19, Berlin 1891–1912.